# ガエターノ・グアダーニ
ガエターノ・グアダーニ（Gaetano Guadagni、1729年12月11日 - 1792年10月11日）は、イタリアのカストラート歌手。ヘンデルのオラトリオやグルックのオペラを歌い、とくにグルック『オルフェオとエウリディーチェ』のオルフェオ役で知られる。

## 生涯
グアダーニの若いころについてはよくわかっていない。ローディあるいはヴィチェンツァの生まれで、1746年にパドヴァのサンタントーニオ・ダ・パードヴァ聖堂でアルト・カストラートとしてデビューした。
1748年からロンドンで歌っていたが、ヘンデルは彼に注目して自らのオラトリオを歌わせた。ヘンデルの1750年のシーズンで初登場し、『メサイア』と『サムソン』（ミカ役）の再演、および『テオドーラ』（ディディマス役）の初演で歌った。
ロンドンでグアダーニはデイヴィッド・ギャリックについて俳優としての演技を学び、演技派の歌手として知られた。1753年にロンドンを去り、リスボンで有名なカストラートのジョアッキーノ・コンティに学んだようである。1754年にはパリのコンセール・スピリチュエルで、さらにヴェルサイユ宮殿でも歌った。1755年にはロンドンに戻り、ギャリックに雇われてドルリー・レーンの劇場で歌った。
1750年代後半にはイタリア各地で歌うだけでなくヨーロッパ中から注文が来る、きわめて有名な歌手であった。ウィーンでは1762年にハッセのオペラ『クレリアの勝利』のホラティウス・コクレス役でデビューし、同年10月にはグルック『オルフェオとエウリディーチェ』のオルフェオ役を演じた。翌1763年にはトラエッタ『タウリスのイフィジェニア』のオレステス、1764年にはハッセ『エジェリア』のメルクリウス、1765年にはガスマン『オリンピーアデ』のメガクレと『愛の勝利』のアポロ、およびグルック『テレマコ』の主人公を演じた。
『オルフェオとエウリディーチェ』はグアダーニがオルフェオを演じることを前提として書かれた作品であり、歌唱と演技を結びつけるグアダーニの能力があってはじめて現在の形にすることが可能であった。オルフェオはグアダーニの当たり役となり、ロンドン（1770年）やミュンヘン（1773年）などの地で『オルフェオとエウリディーチェ』を上演する際にもグアダーニがオルフェオを演じた。
1767年からは主にヴェネツィアとパドヴァに住み、1772年にはヴェネツィアで聖マルコ騎士に叙勲された。同年ザクセン選帝侯フリードリヒ・クリスティアンの未亡人マリア・アントーニアに招かれてミュンヘンに数年間住んだ。晩年に声域はソプラノ・カストラートになっていた。1776年にヴェネツィアの聖ベネデット劇場とポツダムのフリードリヒ2世の前で歌った後、パドヴァに居を定めた。その後も歌手としての活動を続けたが、1785年に脳卒中で倒れた後はほとんど言葉を話すことができなくなり、1792年にパドヴァで没した。